# Yezophora bizona
Yezophora bizona är en insektsart som beskrevs av Matsumura 1942. Yezophora bizona ingår i släktet Yezophora och familjen spottstritar. Inga underarter finns listade i Catalogue of Life.